# Бжесьце (гміна Ключевсько)
Бжесьце (пол. Brzeście) — село в Польщі, у гміні Ключевсько Влощовського повіту Свентокшиського воєводства.
Населення — 196 осіб (2011).
У 1975-1998 роках село належало до Пйотрковського воєводства.

## Демографія
Демографічна структура на день 31 березня 2011 року:
|          | Загалом | Допрацездатний вік | Працездатний вік | Постпрацездатний вік |
| -------- | ------- | ------------------ | ---------------- | -------------------- |
| Чоловіки | 85      | 29                 | 48               | 8                    |
| Жінки    | 111     | 36                 | 58               | 17                   |
| Разом    | 196     | 65                 | 106              | 25                   |